# Peter Bernreuther
Peter Bernreuther (ur. 26 grudnia 1946 w Würzburgu) – niemiecki lekkoatleta, sprinter. W czasie swojej kariery reprezentował Republikę Federalną Niemiec.
Specjalizował się w biegu na 400 metrów. Zdobył srebrny medal w sztafecie 4 × 2 okrążenia na europejskich igrzyskach halowych w 1968 w Madrycie (sztafeta RFN biegła w składzie: Horst Daverkausen, Bernreuther, Ingo Röper i Martin Jellinghaus). Na kolejnych europejskich igrzyskach halowych w 1969 w Belgradzie wywalczył brązowy medal w tej konkurencji (w składzie: Dieter Hübner, Herbert Moser, Bernreuther i Manfred Kinder), a w biegu na 400 metrów odpadł w eliminacjach.
Bernreuther odpadł w półfinale biegu na 400 metrów na halowych mistrzostwach Europy w 1971 w Sofii, a na kolejnych halowych mistrzostwach Europy w 1972 w Grenoble zdobył srebrny medal w sztafecie 4 × 2 okrążenia (w składzie: Bernreuther, Rolf Krüsmann, Georg Nückles i Ulrich Reich).
Był mistrzem RFN w hali w biegu na 400 metrów w 1969 i 1971 oraz brązowym medalistą na tym dystansie w 1972, a także halowym mistrzem w sztafecie 4 × 400 metrów w 1972.